# La bomba di Kansas City
La bomba di Kansas City (Kansas City Bomber) è un film del 1972 diretto da Jerrold Freedman.

## Trama
La storia narra le vicende della bellissima Kitty Carr, nota con il soprannome di "Bomba di Kansas City", campionessa di pattinaggio a rotelle, che dopo una serie di intrecci personali, finalmente si sposerà.

## Produzione
Il film è stato prodotto dalla Artists Entertainment Complex con il supporto della Levy-Gardner-Laven, Metro-Goldwyn-Mayer (MGM), e Raquel Welch. Le scene sono state girate a Kansas City, Fresno (California), e a Portland (Oregon).

## Tagline
La tagline per il film è:
- The Hottest Thing On Wheels.

## Distribuzione
La pellicola è stata distribuita in diversi paesi con titoli e date differenti:
- USA 2 agosto 1972 Kansas City Bomber
- Regno Unito 3 dicembre 1972 Kansas City Bomber
- Giappone 9 dicembre 1972 Kansasu Shiti no bakudan musume
- Irlanda 8 giugno 1973 Kansas City Bomber
- Germania Ovest 15 luglio 1985 Round Up

## Accoglienza
Il film riceve delle recensioni abbastanza negative: nel sito di recensioni IMDb ottiene un punteggio di 5.4/10, mentre su MYmovies 1.75/5.

## Riconoscimenti
- Golden Globe 1973
  - Miglior attrice non protagonista per Helena Kallianiotes